# Tutku Burcu Yüzgenç
Tutku Burcu Yüzgenç (* 15. Januar 1999 in Ankara) ist eine türkische Volleyballspielerin.

## Karriere
Yüzgenç spielte bis 2021 in ihrer Heimatstadt Ankara an der Gazi Üniversitesi und für Halkbank, PTT Spor sowie Karayolları Spor Kulübü. In dieser Zeit war sie auch in der türkischen Juniorinnen-Nationalmannschaft aktiv, mit der sie 2015 beim europäischen Olympischen Jugendfestival in Tiflis den ersten Platz und 2016 bei der U19-Europameisterschaft in der Slowakei den dritten Platz erreichte. 2021 wechselte sie zu Fenerbahçe Istanbul, mit dem sie sowohl bei der Klubweltmeisterschaft als auch in der europäischen Champions League den dritten Platz erreichte. 2022 hatte die Diagonalangreiferin bei den Mittelmeerspielen ihre ersten Einsätze in der A-Nationalmannschaft und gewann die Silbermedaille. Anschließend wechselte sie zum deutschen Bundesligisten SSC Palmberg Schwerin.